# Implikation
Uppslagsorden ”⇒” och ”⇐” leder hit. För andra betydelser, se → och ←. För pil som grafisk symbol, se Pil (figur).
En implikation eller villkorssats är en sats på formen "om A så B", där A och B var för sig är satser. Implikationens första del ("villkoret") kallas antecedent och dess andra del ("slutsatsen") kallas konsekvent. 
En implikation kan vara materiell, tautolog, formell eller kontrafaktisk.
- Materiell implikation: p → q är falsk om p är sann och q är falsk och sann i övriga fall.
- Tautolog implikation: F → G är sann för alla värden på de i formlerna F och G ingående variablerna.
- Formell implikation eller vardagsspråklig implikation: A → B, där ett visst kausalt eller formellt, ej väldefinierat, samband måste föreligga mellan försats och eftersats för att implikationen skall betraktas som meningsfull och sann.
- Kontrafaktisk implikation: En sats av typen "om A vore - vilket A inte är - så vore B" eller "om A inte vore - vilket A är - så vore B".

## Notation
Inom logiken betecknas implikation med →. För att inte förväxla denna pil med gränsvärdespilen använder man istället, inom matematiken, oftast den dubbelstreckade pilen ⇒. På motsvarande sätt används dubbelpilen för ekvivalens.

## Negation av implikation
I det naturliga språket finns ett flertal skilda betydelser av "om A så B": En av dessa är ett uttalande om B, givet att A är uppfyllt. En annan är ett uttalande om att det råder ett villkorsförhållande mellan A och B, det vill säga att det är sant att: "om A så B". Nedan följer ett försök till förklaring av skillnaden mellan dessas betydelser, genom att de två satserna på olika sätt negeras.
1. "Det är inte så att: om Kalle kommer till festen så kommer även Lisa" = "Det är så att: om Kalle kommer till festen så kommer inte Lisa". Detta är ett uttalande om huruvida Lisa kommer eller inte, givet att Kalle kommer.
2. "Det är inte sant att: om Kalle kommer till festen så kommer även Lisa" = "Det är falskt att: om Kalle kommer till festen så kommer även Lisa". Detta är ett uttalande om huruvida implikationen är sann eller inte.

Negation av implikation kan uttryckas om A ⇏ B.

## Materiell implikation

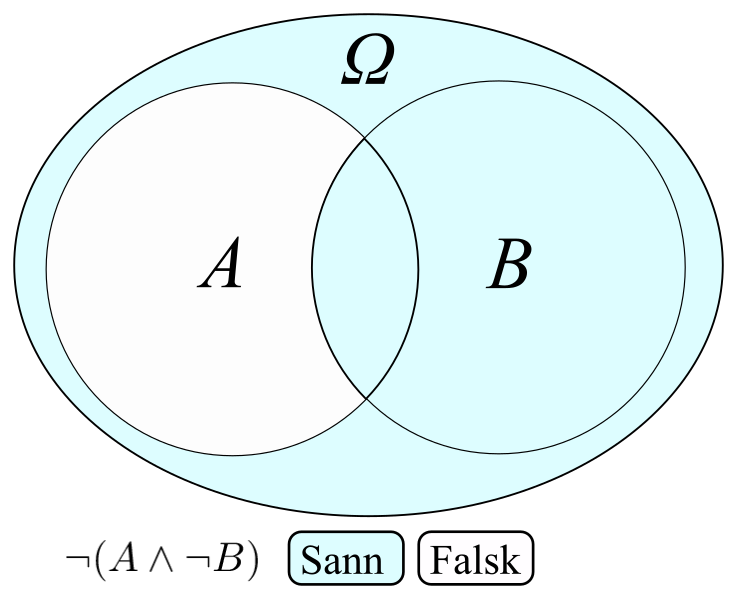
Venndiagram för A → B

Materiell implikation betecknas vanligen med → eller ⊃. Den definieras i   satslogiken som en funktion av de ingående påståendenas sanningsvärden. Satsen p → q är falsk endast om p är sann och q är falsk. p → q kan skrivas som ¬p ∨ q (klausul) och har följande sanningstabell, där S står för sann och f för falsk:
| p | q | p → q | ¬p ∨ q |
| S | S | S     | S      |
| S | F | F     | F      |
| F | S | S     | S      |
| F | F | S     | S      |

Att en sats materiellt implicerar en annan, betyder endast att det icke är så, att den första satsen är sann och den andra falsk.
Vissa egenskaper hos den materiella implikationen ger upphov till paradoxala resultat. Dessa sammanfattas under benämningen implikationsparadoxer.

## Materiell implikation i Boolesk algebra
I Boolesk algebra, där 0 + 1 = 1, 1 + 1 = 1, 0´=1 och 1´= 0, uttrycks materiell implikation, p→q, som p´+ q.
| p | q | p → q | p´+ q |
| 1 | 1 | 1     | 1     |
| 1 | 0 | 0     | 0     |
| 0 | 1 | 1     | 1     |
| 0 | 0 | 1     | 1     |

Boolesk algebra är isomorf med satslogik.

## Implikation i första ordningens logik
I första ordningens logik (FOL) spelar implikationer en viktig roll, bland annat vid formalisering av kvantifierade påståenden och syllogistiska slutledningar. Kvantifierade påståenden kan skrivas om och formaliseras till implikationer. Exempelvis: 
- "Alla hästar har fyra ben." kan skrivas "För alla x gäller: om x är en häst så har x fyra ben." ; formaliserat: ∀x(Hx → Bx), där ∀ betyder "alla".

## Strikt implikation
Den materiella implikationen i klassisk satslogik har till följd tre tautologier som i viss mening strider mot våra språkliga intuitioner. "A → (B → A)" säger att om A är fallet, så implicerar vad som helst A. Den andra är "¬A → (A → B)", som säger att om A inte är fallet, så implicerar A vad som helst. Den tredje är "(A → B) ∨ (B → A)", alltså att antingen implicerar A B, eller så implicerar B A, oavsett vad A och B står för. Den amerikanske filosofen C.I. Lewis påpekade att dessa så kallade implikationsparadoxer måste tolkas som att materiell implikation inte på ett rimligt sätt återger hur villkorssatser i vardagsspråket används. Han försökte lösa problemet genom att införa en starkare form av implikation, strikt implikation, som uttrycks med "det är nödvändigt att om A så B". Att B måste vara sant om A är det betyder att det måste finnas ett kausalt eller formellt samband mellan A och B för att implikationen ska vara giltig. Det räcker inte med att sanningsvärdena hos A och B förhåller sig på ett visst sätt till varandra. B ska också på ett eller annat sätt följa ur A.
Strikt implikation  kan i modallogik definieras med hjälp av nödvändighetsoperatorn (L eller □) som L(A → B) och skrivs ibland "A ⥽ B".

## Kausalitet
Implikationer kan även uttrycka kausalitet – orsak och verkan. Denna tillämpning tillhör den temporala logiken och är starkare påståenden än materiell.

## Tekniska lösningar
I elektriska kretsar, pneumatik, hydraulik, mekanik etc kan funktioner som motsvarar implikationer realiseras. 

### Brytarnät

Strömbrytarkoppling som är analog med materiell implikation

### Grindnät
Funktionen hos materiell implikation kan realiseras med en OR-grind med en inverterad ingång (H = hög nivå, L = låg nivå):
|   | \| A \| B \| ~A \| ~A OR B \| Y \| \| H \| H \| L \| H \| H \| \| H \| L \| L \| L \| L \| \| L \| H \| H \| H \| H \| \| L \| L \| H \| H \| H \| |    |         |   |
| A | B | ~A | ~A OR B | Y |
| H | H | L  | H       | H |
| H | L | L  | L       | L |
| L | H | H  | H       | H |
| L | L | H  | H       | H |